# Toni Treutler
Toni Treutler (* 28. Februar 1905 in Stralsund; † 11. März 1997) war eine deutsche Schauspielerin.

## Leben
Die Tochter eines Schauspielerehepaars – ihr Vater war der Theaterdirektor Ludwig Treutler, ihrer Mutter Antonie Reichenbach – kam nach Abschluss er Oberrealschule früh zur Bühne und debütierte am Kleinen Lustspielhaus in Hamburg. Bereits mit 19 Jahren spielte sie unter Otto Falckenberg an den Münchner Kammerspielen. In nahezu den gesamten 1930er Jahren war sie Ensemblemitglied des Mecklenburgischen Staatstheaters in Schwerin. Im darauf folgenden Jahrzehnt ist nahezu kein Festengagement nachzuweisen, während des Krieges unternahm sie Tourneen zur Betreuung von Wehrmachtssoldaten. Mit Beginn der 1950er Jahre kehrte Toni Treutler nach München, diesmal an die Kleine Komödie, zurück. Sie blieb in der bayerischen Landeshauptstadt, ohne sich fortan an eine Bühne fest zu binden und wirkte von nun an freischaffend. 
Zeitgleich begann Toni Treutler auch regelmäßig im Kinofilm aufzutreten. Die Künstlerin verkörperte auf der Leinwand und später (seit 1955) auch in zahlreichen Fernsehspielen zumeist einfache Frauen aus dem Volke: mal war sie eine Wirtin oder eine Bäuerin, mal eine Blumenverkäuferin, eine Fischerin oder eine Putzfrau. 1975 zog sich Toni Treutler auch von der Fernseharbeit zurück.

## Privates
Toni Treutler war mit dem Sänger Heinz Holve verheiratet. Ihr Sohn Peter arbeitete als Kameramann, ihre Tochter Heidi Treutler als Schauspielerin.

## Filmografie
- 1949: Ich mach dich glücklich
- 1950: Czardas der Herzen
- 1951: Die Dame in Schwarz
- 1952: Das kann jedem passieren
- 1953: Die vertagte Hochzeitsnacht
- 1955: Der Spazierstock
- 1955: Der Frontgockel
- 1955: Die Heiratskomödie
- 1956: Das Sonntagskind
- 1957: Nachts, wenn der Teufel kam
- 1957: Eine Frau, die weiß, was sie will
- 1958: … und nichts als die Wahrheit
- 1960: Der liebe Augustin
- 1960: Der Gauner und der liebe Gott
- 1960: Ein Weihnachtslied in Prosa oder Eine Geistergeschichte zum Christfest
- 1962: Lokalbericht
- 1964: Nach Ladenschluß
- 1964: Erzähl mir nichts
- 1964: Karl Sand
- 1965: Unsere große Schwester (TV-Serie)
- 1967: Der dritte Handschuh (TV-Zweiteiler)
- 1969: Frei bis zum nächsten Mal
- 1970: Beiß mich, Liebling
- 1973: Tatort: Cherchez la femme oder die Geister vom Mummelsee
- 1974: Magdalena – vom Teufel besessen
- 1974: Der kleine Doktor (eine Folge der TV-Serie)
- 1975: Eine ganz ungewöhnliche Geschichte (TV-Serie)